# Romarinho (cầu thủ bóng đá, sinh 1990)
Romário Ricardo Silva, thường được biết với tên Romarinho, (sinh ngày 12 tháng 12 năm 1990 ở Palestina, São Paulo) là một cầu thủ bóng đá người Brasil, hiện tại thi đấu ở vị trí tiền đạo cắm hoặc tiền đạo hộ công cho  Al-Itihad.

Ngày 27 tháng 6 năm 2012, Romarinho ghi bàn thắng gỡ hòa tại lượt đi Chung kết Copa Libertadores 2012 trước Boca Juniors của Argentina.
Năm 2017, anh chuyển đến đội bóng tại UAE Gulf League là Jazira theo dạng chuyển nhượng tự do, sau khi hợp đồng với câu lạc bộ trước hết hạn. Anh đá ở Giải bóng đá Cúp câu lạc bộ thế giới 2017 nơi anh là vua phá lưới, cùng với Cristiano Ronaldo và Maurício Antônio.

## Danh hiệu
Corinthians
- Giải bóng đá Cúp câu lạc bộ thế giới: 2012
- Copa Libertadores: 2012
- Recopa Sudamericana: 2013
- Campeonato Paulista: 2013
- Campeonato Brasileiro Série A: 2014: 3rd
- Copa do Brasil: 2013: QF

Jaish
- Qatar Stars League: 2015-16 (á quân)
- Qatar Emir Cup: 2015 (á quân)
- Cúp Qatar: 2014 và 2016

## Thống kê sự nghiệp

### Brasil
| Câu lạc bộ   | Mùa giải | Série A | Série A | Série B | Série B | Copa do Brasil | Copa do Brasil | Libertadores | Libertadores | Campeonato Paulista | Campeonato Paulista | Recopa Sudamericana | Recopa Sudamericana | Giao hữu | Giao hữu | Tổng | Tổng |
| Câu lạc bộ   | Mùa giải | Trận    | Bàn     | Trận    | Bàn     | Trận           | Bàn            | Trận         | Bàn          | Trận                | Bàn                 | Trận                | Bàn                 | Trận     | Bàn      | Trận | Bàn  |
| ------------ | -------- | ------- | ------- | ------- | ------- | -------------- | -------------- | ------------ | ------------ | ------------------- | ------------------- | ------------------- | ------------------- | -------- | -------- | ---- | ---- |
| Rio Branco   | 2010     | 0       | 0       | 0       | 0       | 0              | 0              | 0            | 0            | 13                  | 1                   | 0                   | 0                   | 0        | 0        | 13   | 1    |
| São Bernardo | 2011     | 0       | 0       | 0       | 0       | 0              | 0              | 0            | 0            | 5                   | 0                   | 0                   | 0                   | 0        | 0        | 5    | 0    |
| Bragantino   | 2011     | 0       | 0       | 21      | 9       | 0              | 0              | 0            | 0            | 0                   | 0                   | 0                   | 0                   | 0        | 0        | 21   | 9    |
| Bragantino   | 2012     | 0       | 0       | 2       | 1       | 0              | 0              | 0            | 0            | 22                  | 6                   | 0                   | 0                   | 0        | 0        | 24   | 7    |
| Corinthians  | 2012     | 32      | 6       | 0       | 0       | 0              | 0              | 1            | 1            | 0                   | 0                   | 0                   | 0                   | 0        | 0        | 33   | 7    |
| Corinthians  | 2013     | 37      | 1       | 0       | 0       | 3              | 0              | 7            | 1            | 20                  | 3                   | 2                   | 1                   | 0        | 0        | 69   | 6    |
| Corinthians  | 2014     | 17      | 3       | 0       | 0       | 4              | 1              | 0            | 0            | 15                  | 8                   | 0                   | 0                   | 1        | 3        | 37   | 15   |
| Tổng         |          | 86      | 10      | 23      | 10      | 7              | 1              | 8            | 2            | 75                  | 18                  | 2                   | 1                   | 1        | 3        | 203* | 45   |

### Giải bóng đá Cúp câu lạc bộ thế giới
| Mùa giải | Câu lạc bộ  | Giải vô địch                         | Trận | Bàn |
| -------- | ----------- | ------------------------------------ | ---- | --- |
| 2012     | Corinthians | Giải bóng đá Cúp câu lạc bộ thế giới | 1    | 0   |
| 2017     | Al Jazira   | Giải bóng đá Cúp câu lạc bộ thế giới | 4    | 2   |
| Tổng     | -           | -                                    | 5    | 2   |